# 布瓦西苏圣永
布瓦西苏圣永（法語：Boissy-sous-Saint-Yon，法語發音：[bwasi su sɛ̃.t‿jɔ̃] ⓘ，意为“圣永下方的布瓦西”）是法国法兰西岛大区埃松省的一个市镇，属于埃唐普区。

## 地理
布瓦西苏圣永（48°33'22"N, 2°12'34"E）面积8.04 平方千米，位于法国法蘭西島大區埃松省，该省份为法国北部内陆省份，北起上塞纳省和马恩河谷省，西接厄尔-卢瓦省和伊夫林省，南至卢瓦雷省，东临塞纳-马恩省。
与布瓦西苏圣永接壤的市镇（或旧市镇、城区）包括：埃格利、阿夫兰维尔、沙马朗德、莫尚、圣叙尔皮斯-德法维耶尔、圣永、托尔富。

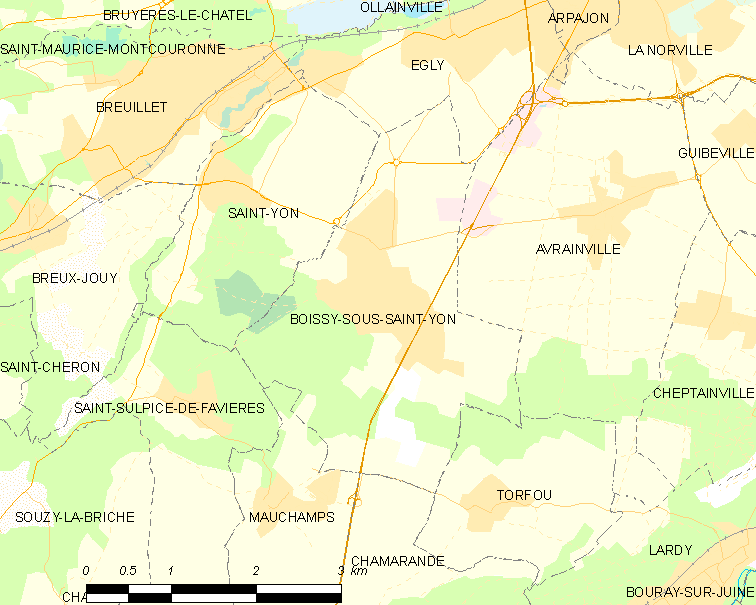
布瓦西苏圣永的OSM定位图

布瓦西苏圣永的时区为UTC+01:00、UTC+02:00（夏令时）。

## 行政
布瓦西苏圣永的邮政编码为91790，INSEE市镇编码为91085。

## 政治
布瓦西苏圣永所属的省级选区为阿尔帕容县。

## 人口

1962-2008年间布瓦西苏圣永人口变化图示

布瓦西苏圣永于2022年1月1日时的人口数量为3855人。